# 송 정공
송 정공(宋丁公)은 중국 서주 시대의 인물로, 제4대 송공이다. 성은 자(子), 휘는 신(申)이다. 정(丁)은 일반적인 시호가 아니며, 천간에 따른 칭호다.
계(稽)의 아들로, 아버지가 죽자 그 뒤를 이었다.